# Witold Pilecki
Witold Pilecki (n. 13 mai 1901, Oloneț⁠(d), gubernia Oloneț⁠(d), Imperiul Rus – d. 25 mai 1948, Varșovia, Republica Populară Polonă) a fost un ofițer de cavalerie polonez. A luptat în Războiul Polono-Sovietic din 1919-1921 și în Al Doilea Război Mondial, mai întâi în armata poloneză, apoi în mișcarea de rezistență împotriva ocupației germane. În 1940 a ajuns de bună voie ca prizonier în lagărul de concentrare Auschwitz, cu misiuni din partea organizației sale de rezistență, și a evadat de acolo în 1943. A fost printre primii care au făcut cunoscute în exterior realitățile lagărului. A participat și la Revolta din Varșovia în 1944, după care a fost prizonier de război în Germania. După război s-a întors în Polonia de acum comunistă, despre realitățile căreia au ajuns de la el informații la guvernul polonez în exil. A fost condamnat la moarte și executat pentru înaltă trădare în 1948. Din 1990 este onorat ca erou național al Poloniei.

## Biografia
Witold Pilecki provine dintr-o familie din nobilimea poloneză (șleahtă). Bunicul lui avea o proprietate în actuala regiune Grodno din Belarus. Aceasta făcuse parte din Lituania, la rândul ei sub dominație poloneză, această parte a Poloniei revenind Imperiului Rus în 1815. Bunicul a participat la Insurecția poloneză din Ianuarie (1863-1864) pentru independența Poloniei. După înfrângerea ei, i-a fost retras titlul nobiliar, i s-a confiscat mare parte din avere și a fost deportat în Siberia pentru șapte ani. După săvârșirea condamnării a fost strămutat în Carelia împreună cu familia.
Tatăl lui Witold Pilecki a fost inginer silvic, ajuns inspector silvic șef în Carelia. S-a stabilit în localitatea Oloneț, unde s-a căsătorit. Aici s-a născut Witold, precum și doi frați și două surori. În 1910, în timp ce tatăl a continuat să lucreze la Oloneț, mama împreună cu copiii s-au mutat la Vilnius, pe atunci cu o populație majoritar poloneză. Witold a urmat aici școala primară și a intrat în Asociația Cercetașilor Polonezi, clandestină.
În timpul Primului Război Mondial, mama cu copiii s-au refugiat la mama acesteia într-o mică localitate din actuala regiune Moghilău din Belarus, iar Witold a continuat școala în orașul Oriol din Rusia. Aici a înființat o secțiune locală a Asociației Cercetașilor Polonezi.

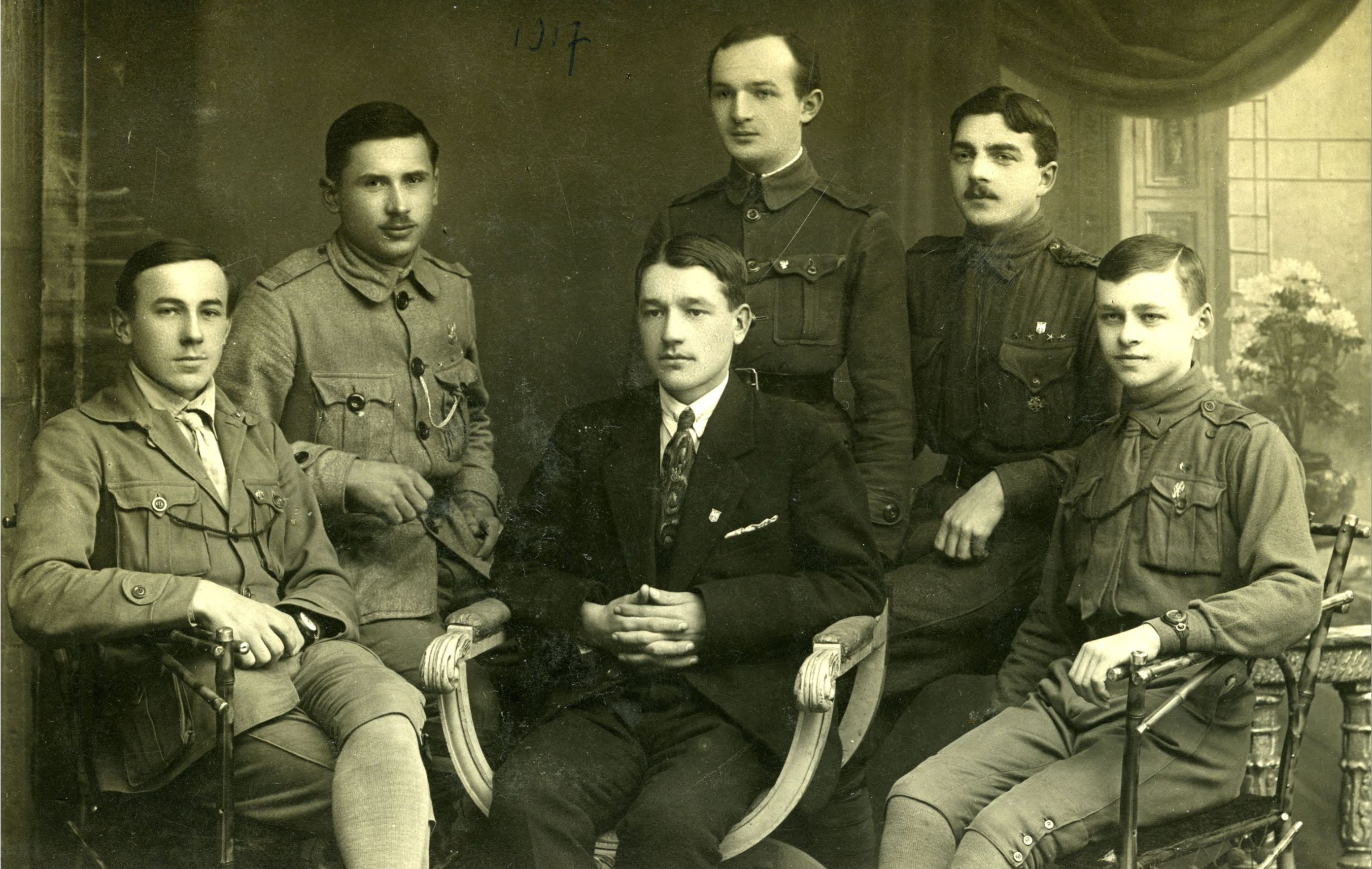
Pilecki cercetaș la Oriol (primul din dreapta).

În 1918, Pilecki s-a întors la Vilnius, ocupat de germani, unde a urmat liceul și a intrat în Organizația Militară Poloneză, o formațiune paramilitară clandestină, apoi în unitatea Autoapărarea din Vilnius, parte a armatei poloneze nou formate în acel an, cu gradul de simplu soldat în cavalerie. Când germanii s-au retras, aceasta a luat Vilniusul sub control, dar începuse Războiul polono-sovietic, și în ianuarie 1919 a trebuit să se retragă în fața Armatei Roșii a bolșevicilor. Pilecki a luptat până în toamna lui 1919, apoi a fost demobilizat și a continuat liceul în Vilniusul reocupat de polonezi, dar în iulie 1920 s-a întors în armată și a continuat să lupte. De la începutul războiului a luat parte la mai multe bătălii, la Kiev, la Grodno, la Varșovia. În martie 1921, când s-a terminat Războiul polono-sovietic, Pilecki a primit gradul de caporal.

### În perioada interbelică
Pilecki a urmat un curs pentru a deveni subofițer, apoi s-a reîntors la Vilnius și a terminat liceul. În 1922 a început studii la Facultatea de Arte Frumoase a Universității din Vilnius, dar le-a abandonat în 1924. Familia lui s-a stabilit pe un domeniu al familiei din localitatea Sukurcze⁠(d). Ca militar în rezervă a continuat să avanseze în grad, devenind sublocotenent în 1926.
S-a căsătorit în 1931 și în anii următori i s-au născut doi copii. A continuat să aibă activități în domeniul militar, organizând o unitate numită Escadronul 1 de instrucție militară de cavalerie, constituită din rezerviștii din împrejurimile localității Lida⁠(d), unde era și domeniul său.
În acea perioadă a fost activ și în comunitatea locală, de pildă înființând o asociație de fermieri. Pentru activitățile sale de acest gen a fost decorat în 1938 cu Crucea de merit de argint. În viața particulară a fost poet și pictor amator.

### În timpul celui de-Al Doilea Război Mondial
În vara lui 1939, Pilecki a fost mobilizat, fiind comandantul unui pluton de cavalerie. După atacarea Poloniei de către trupele germane la 1 septembrie, a participat la campania din septembrie. Divizia lui a fost aproape complet distrusă și resturile ei au trecut în altă divizie, în care Pilecki a fost comandant adjunct al detașamentului de cavalerie comandat de maiorul Jan Włodarkiewicz⁠(d). Divizia s-a retras spre Lviv, dar în 17 septembrie, armata sovietică a invadat Polonia de est. În 27 septembrie, guvernul polonez a capitulat în fața Germaniei. Resturile armatei poloneze primiseră ordinul de a trece prin România și Ungaria, pentru a ajunge în Franța, dar o parte din militari, printre care Pilecki și comandantul lui au rămas în Polonia.
În noiembrie, cei doi au început să organizeze una din mișcările de rezistență care se creau în Polonia. În locuința din Varșovia a cumnatei lui Pilecki a fost înființată organizația numită Armata Poloneză Secretă⁠(d) (APS), sub comanda lui Włodarkiewicz. Pilecki a fost însărcinat cu organizarea, având ca acoperire gestiunea unui magazin de articole cosmetice. Organizația s-a extins în mai multe orașe din centrul țării. APS avea activități de sabotaj și de culegere de informații despre mișcările de trupe ale dușmanului, producția industrială pentru armata germană, colaboratorii cu ocupanții, măsurile represive luate de aceștia etc..
În Polonia s-a accentuat reprimarea a diverse categorii de cetățeni. S-au înființat mai multe lagăre de concentrare, printre care, în iunie 1940, cel de la Auschwitz, în care la început au fost deținuți prizonieri de război polonezi. În același timp au început în țară arestări în masă și execuții. Ocupanții urmăreau lichidarea intelectualității poloneze și mulți intelectuali au ajuns la Auschwitz. În exterior nu se știa aproape nimic despre ce se întâmpla acolo.
În 1940, între Pilecki și Włodarkiewicz a apărut o neînțelegere ideologică. Włodarkiewicz simpatiza cu mișcările ultranaționaliste din rezistență și cu antisemitismul acestora, optând pentru o Polonie pur creștină, fără drepturi egale pentru evrei. Altă organizație, Uniunea pentru Lupta Armată⁠(d) (ULA), era adepta guvernului polonez în exil și nu avea idei ultranaționaliste. Pilecki voia unirea APS cu ULA, ceea ce Włodarkiewicz deocamdată nu accepta. În iulie și august au fost arestați și doi membri ai APS, indicați de informatori ai Gestapoului. În aceste condiții, în august, Włodarkiewicz a discutat cu colonelul Stefan Rowecki⁠(d), comandantul ULA, despre unire. Włodarkiewicz a convocat o reuniune a conducătorilor APS, în care le-a comunicat faptul că Rowecki i-a vorbit despre necesitatea de a infiltra un om la Auschwitz, și că Włodarkiewicz i l-a propus pe Pilecki. Włodarkiewicz nu i-a ordonat să facă aceasta, dar aștepta ca Pilecki să se ofere voluntar. Acesta a cerut timp de gândire. După câteva zile, Włodarkiewicz i-a relatat lui Pilecki că cei doi camarazi ai lor au fost duși la Auschwitz, la care Pilecki a acceptat misiunea. Aceasta era de a trimite informații despre lagăr, și eventual de a organiza acolo o mișcare de rezistență.

#### La Auschwitz

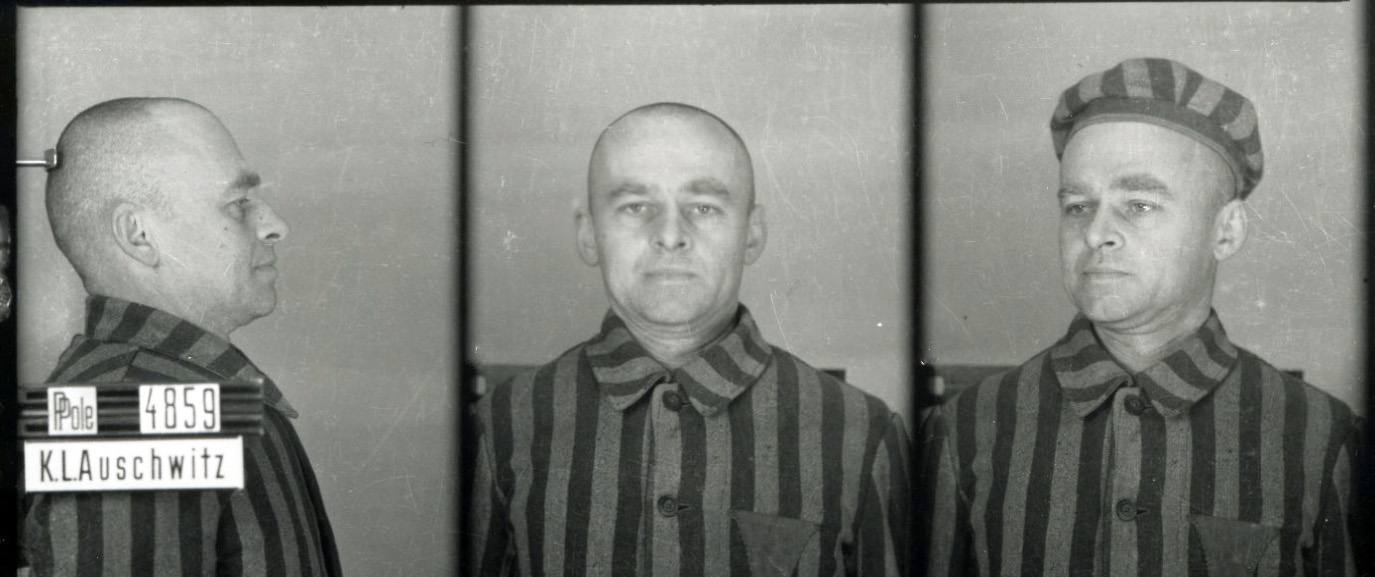
Pilecki deținut la Auschwitz.

În septembrie 1940, Pilecki locuia cu acte de identitate false în apartamentul cumnatei sale, într-un cartier din centrul Varșoviei. În 19 septembrie, ocupanții au efectuat o razie de mare amploare, în care au fost arestați toți bărbații din cartier cu vârsta de a fi mobilizați. Pilecki s-a lăsat și el arestat. După verificarea actelor au fost lăsați liberi numai muncitorii.
Pilecki a fost dus în lagărul de la Auschwitz, unde a devenit deținutul cu numărul 4859. A îndurat aceleași suferințe ca ceilalți deținuți (munca forțată epuizantă, teroarea impusă de SS-iști, foamea, frigul, bolile), dar s-a străduit să-și îndeplinească misiunea. A creat Uniunea Organizării Militare⁠(d) (UOM), cu diverse activități: ridicarea moralului camarazilor, ajutorarea cu hrană, îmbrăcăminte și medicamente, plasarea la munci mai ușoare a celor slăbiți, obținerea de informații dinafara lagărului, trimiterea în exterior de informații despre lagăr, pregătirea pentru o eventuală revoltă și evadare. Cele care necesitau contacte cu exteriorul erau realizate prin foarte puținii eliberați sau evadați din acesta, ori prin unii muncitori polonezi care erau angajați pentru lucrări în lagăr. Pilecki menționează în raportul lui redactat în 1945 că, atunci când a apărut tifosul în lagăr, deținuții chiar atacau SS-iștii aruncând pe hainele lor, pe ascuns, păduchi infectați. Tot el relatează că membri ai organizației de rezistență au reușit să construiască un emițător de radio din piese pe care le-au furat una câte una timp de șapte luni cei care lucrau în localul stației de radio a SS-iștilor. Au folosit emițătorul până în toamna lui 1942, când a trebuit să-l demonteze din cauză că a apărut pericolul să fie descoperit. Ca urmare a creșterii numărului de deținuți cu deportați din toate țările ocupate de germani, au apărut în lagăr și alte grupuri de rezistență, de diverse naționalități și cu diverse orientări politice, care până la urmă s-au unit cu UOM.
Primele informații despre ce se întâmpla în lagăr au fost trimise în octombrie 1940, despre uciderea deținuților prin muncă epuizantă, înfometare și pedepse. Pe acestea s-a bazat un raport al ULA care a ajuns în martie 1941 la guvernul polonez în exil la Londra. În 1942 a început deportarea în masă a evreilor, exterminarea lor la Auschwitz prin gazare, și arderea cadavrelor în crematorii. Și despre aceasta au fost transmise informații.
În rapoartele sale următoare, Pilecki a cerut comandamentului ULA, apoi al Armatei Teritoriale (AT) să elibereze lagărul prin combinarea unui atac din exterior cu o revoltă în lagăr, dar comandamentul nu a răspuns acestor cereri. Până în primăvara lui 1943, Gestapoul ajunsese să obțină tot mai multe informații despre mișcarea de rezistență și au fost arestați câțiva camarazi ai lui Pilecki. Grupul a aflat și că cei mai vechi deținuți polonezi urmau să fie duși în alte lagăre. În aceste condiții, în noaptea din 26-27 aprilie 1943, Pilecki a evadat împreună cu doi camarazi.

#### După Auschwitz
După evadare, Pilecki a stat ascuns o vreme la o fermă. În iunie 1943 a scris aici un raport de unsprezece pagini despre activitatea sa din lagăr, pe care l-a îngropat. Acest raport a văzut lumina zilei numai după moartea lui Pilecki. În august era din nou la Varșovia, unde a redactat un nou raport pentru AT, de mai multe zeci de pagini, cunoscut ca Raportul W. În centrul acestuia stătea activitatea de rezistență, dar erau relatate și realitățile lagărului, precum și exterminarea deținuților: polonezi, prizonieri de război sovietici, evrei și alții. Pilecki a insistat personal pe lângă comandamentul AT să organizeze o acțiune de eliberare a deținuților din lagăr, iar raportul lui servea și acestui scop, dar comandamentul vedea imposibilă realizarea unei asemenea acțiuni.
După ce a fost avansat la gradul de locotenent în timp ce era în lagăr, în februarie 1944 a devenit căpitan. A activat în cadrul Direcției Subversiunii al comandamentului AT și în cel al unei noi organizații conspirative, numită NIE⁠(d) (în limba poloneză „nu”, și totodată prima silabă a cuvântului niepodległość „independență”). Aceasta era anticomunistă și se pregătea pentru rezistența față de ocupația sovietică pe care o prevedea. Pilecki era însărcinat cu organizarea planificării militare a organizației, dar pregătirile au fost împiedicate de izbucnirea revoltei din Varșovia la 1 august 1944, organizată de AT. Pilecki a participat la luptele din timpul revoltei, care a durat 63 de zile, dar a fost înfrântă. Pilecki a fost luat prizonier și a ajuns în Oflag VII-A Murnau⁠(d) (lagărul de ofițeri polonezi din Murnau am Staffelsee), în Germania, unde a fost deținut până la eliberarea lagărului de către armata americană, la 29 aprilie 1945.

### După război
În iulie 1945, Pilecki s-a prezentat la Corpul II al armatei poloneze subordonate guvernului polonez în exil, corp de armată staționat în Italia. Aici s-a ocupat de scrierea unui nou raport sub formă de memorii despre perioada detenției sale la Auschwitz. În octombrie a fost trimis în Polonia cu misiunea de a culege informații. A ajuns la Varșovia în decembrie. Organizația NIE era desființată, dar Pilecki a început să recreeze o rețea din foști membri ai AT. Între timp, în Polonia se instalase un guvern supus ocupanților sovietici și se desfășurau acțiuni împotriva resturilor AT, și pentru reprimarea încercărilor de rezistență. Pilecki culegea informații despre tot ce se întâmpla în țară și le transmitea Corpului II de armată. În iulie 1946, comandantul acestuia, generalul Władysław Anders i-a trimis ordinul de a pleca din Polonia, pentru că era în pericol să fie arestat, dar Pilecki nu a vrut să plece, și la începutul lui 1947, ordinul a fost anulat. Între timp erau arestați, condamnați la moarte și executați tot mai mulți foști membri ai organizațiilor necomuniste de rezistență din timpul războiului.

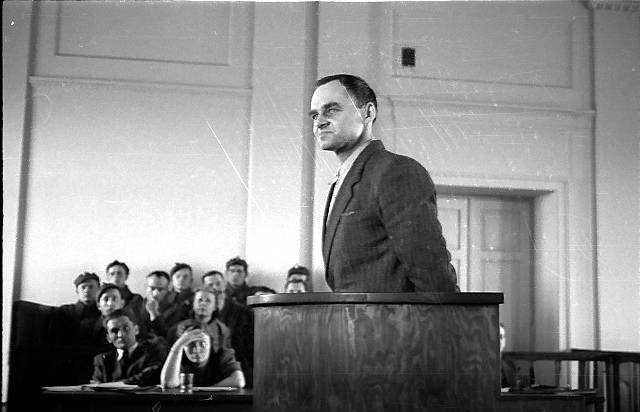
Pilecki la procesul lui.

Pilecki a fost arestat la 8 mai 1947. Ancheta a durat până în martie 1948, cu interogatorii care includeau și tortură. Camarazi ai lui de la Auschwitz au făcut apel la primul ministru, care fusese și el deținut acolo, să intervină în favoarea lui, dar primul ministru a refuzat, ba chiar a cerut ca Pilecki să fie tratat ca un dușman al poporului. La proces a fost acuzat în primul rând de spionaj pentru puterile occidentale, partea armatei poloneze rămasă în Occident, căreia Pilecki le transmitea informații, fiind considerată trădătoare. A mai fost acuzat de pregătirea asasinării unor oficiali din Ministerul Securității, deținere ilegală de arme, folosire de acte de identitate false și alte fapte. Pilecki a negat acuzația de pregătire de asasinate și cea de colaborare cu servicii de spionaj străine, dar a recunoscut transmiterea de informații Corpului II de armată, al cărei ofițer era, astfel considerând că nu a încălcat nicio lege. A fost condamnat la moarte pentru înaltă trădare și cererea lui de grațiere către șeful statului a fost respinsă. A fost executat la 25 mai 1948. Nu se cunoaște nici în secolul al XXI-lea unde este îngropat, doar se presupune că ar putea fi într-o groapă comună din cimitirul militar din Powązki⁠(d), Varșovia.

## După moarte

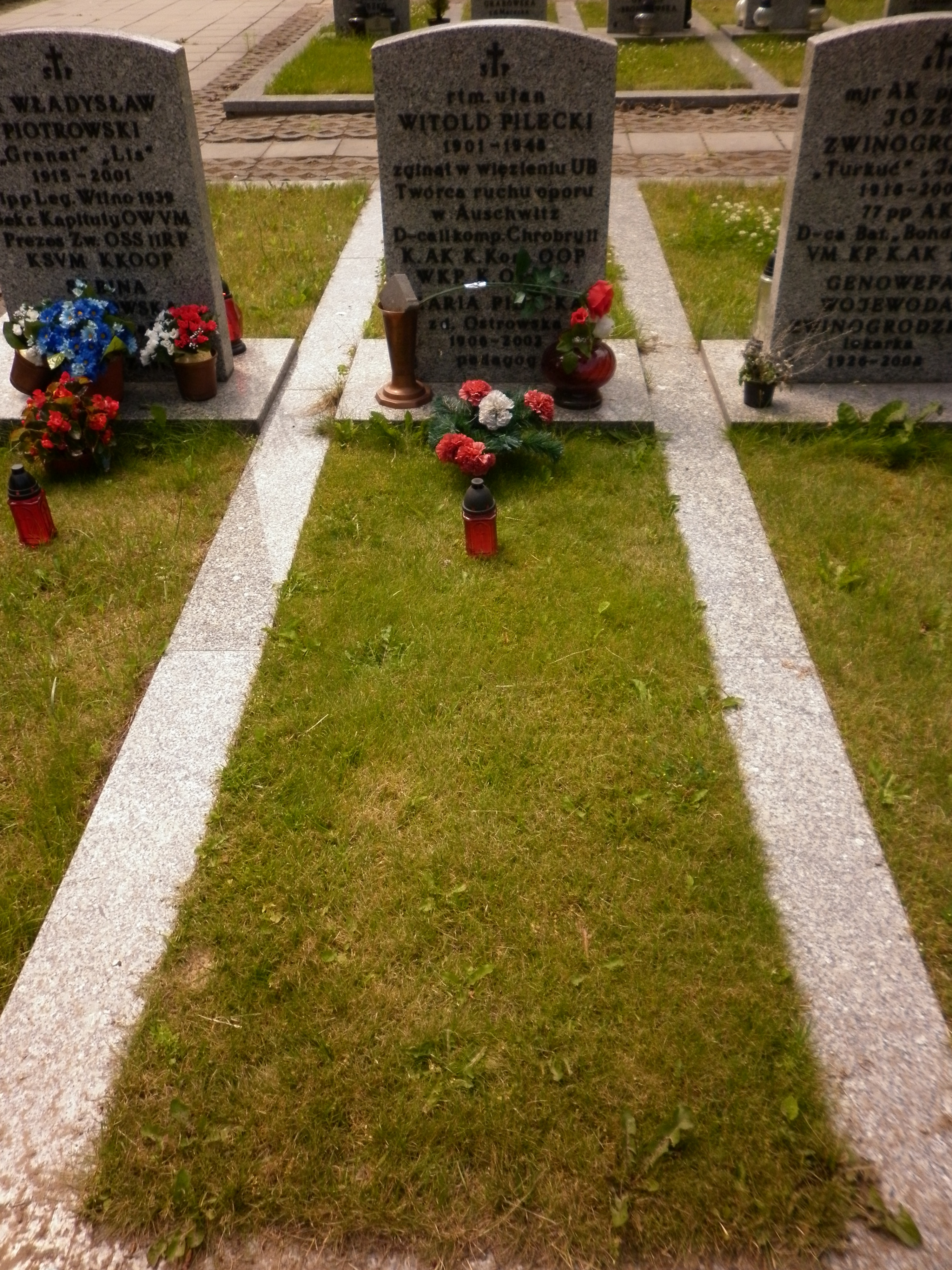
Mormântul simbolic al lui Witold Pilecki.

Regimul comunist din Polonia a căutat să șteargă orice urmă a lui Witold Pilecki. La fel și fosta Uniune Sovietică. Domeniul din Sukurcze, care ajunsese în Belarus, a fost complet distrus, împreună cu copacii, iazurile, lacul cu izvorul lui și tot satul. Nici în cercurile emigrației poloneze din Occident nu s-a vorbit despre el până în anii 1960. Raportul scris de el în 1945 a fost păstrat de un fost conducător al rezistenței. Acesta i l-a transmis lui Józef Garliński⁠(d), un istoric polonez emigrat, și el fost deținut la Auschwitz. El a fost primul care a scris despre Pilecki în teza lui de doctorat, pe baza căreia a publicat în 1974 o carte în poloneză, apărută în 1975 și în engleză. În Polonia, istoria vieții lui Pilecki a fost făcută cunoscută publicului abia după schimbarea de regim din 1989, când s-au deschis arhivele secrete ale statului, în care fiul lui Pilecki a găsit Raportul W, autobiografia tatălui său, dosarul lui penal cu procesele verbale ale interogatoriilor etc..
În septembrie 1990, Pilecki și toți cei condamnați împreună cu el au fost reabilitați. Pilecki a început să fie onorat ca erou național. În 1994 a apărut prima carte despre el în Polonia. În 2006 a fost decorat cu ordinul Vulturul Alb, cea mai înaltă decorație din Polonia. În 2012 au fost făcute săpături într-o parte din cimitirul din Powązki, dar nu s-au găsit rămășițele pământești ale lui Pilecki, doar i s-a ridicat o piatră de mormânt simbolică. În același an a fost publicat raportul lui din 1945 în traducerea engleză a lui Jarek Garliński, fiul lui Józef Garliński. În 2013 a fost avansat la gradul de colonel.
Despre Pilecki s-au scris mai multe cărți, atât în Polonia, cât și în străinătate, s-au realizat filme documentare și artistice. Eroului rezistenței i s-au ridicat monumente, i s-a consacrat un muzeu, străzi și instituții au primit numele lui.

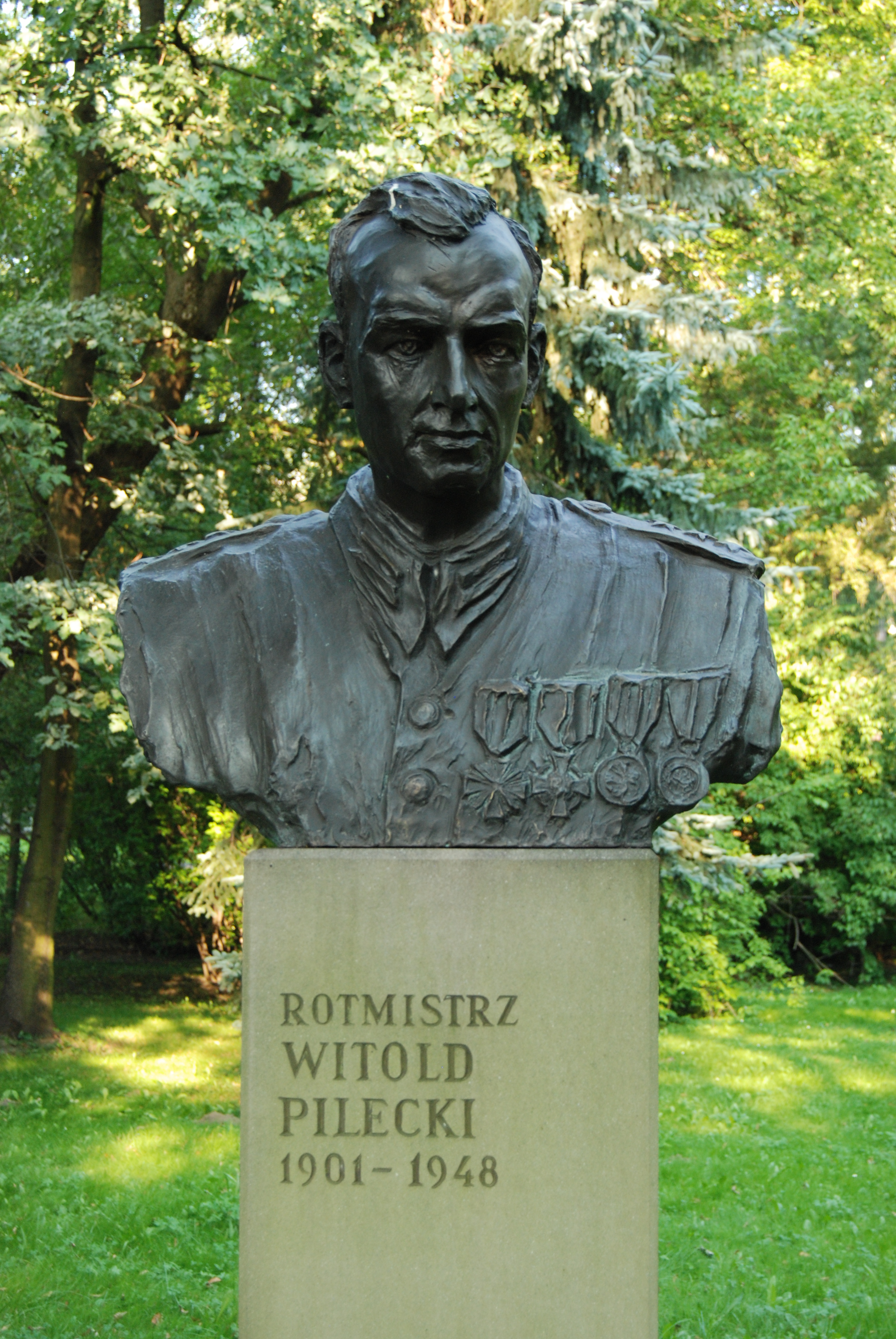
Bustul din Cracovia al lui Pilecki.

Witold Pilecki a fost un erou prin faptul că și-a riscat viața asumându-și un rol important în rezistență, fiind singurul cunoscut ca intrând deliberat ca prizonier în lagărul de la Auschwitz, prin activitatea de rezistență pe care a avut-o acolo, prin evadarea lui și prin lupta de partizan pe care a dus-o. Niciun cercetător nu contestă aceasta, dar din lucrările unora reiese că există o tendință de idealizare a lui. Astfel, unii autori, de exemplu istoricul italian Marco Patricelli⁠(d), scriu că Pilecki s-a oferit voluntar să se infiltreze la Auschwitz, fără să menționeze că și alții s-au oferit. Alții, de pildă cercetătoarea poloneză Lidia Świerczek, afirmă că au fost mai mulți camarazi care s-au oferit voluntar și dintre ei a fost ales Pilecki. Jurnalistul britanic Jack Fairweather⁠(d) nuanțează episodul prin aceea că comandantul ULA i-a propus numai lui misiunea, iar Pilecki putea s-o refuze, dar s-a simțit obligat s-o accepte după un timp de gândire. Cercetătoarea poloneză Ewa Cuber-Strutyńska atrage atenția asupra riscului idealizării lui Pilecki și scrie că „este mai potrivit să se considere misiunea lui «Witold» mai degrabă ca un exemplu de supunere la ordinul superiorului decât un sacrificiu voluntar”.
Cuber-Strutyńska nuanțează și ideea formată în conștiința colectivă că Raportul W din 1943 a fost primul despre partea din Auschwitz a holocaustului evreilor. Într-adevăr, Pilecki a trăit transformarea lagărului de concentrare în unul de exterminare și a raportat despre exterminarea evreilor, dar nu ca despre un act de genocid, ci pe același plan cu exterminarea altor categorii de deținuți, mod în care au apărut astfel de informații încă din 1941 și mai ales din 1942. Primele informații precise despre Auschwitz și exterminarea deliberată, sistematică și în masă a evreilor pentru că erau evrei, indiferent de sex și vârstă, au apărut în culegerea de rapoarte The German Extermination Camps of Auschwitz and Birkenau. Two Eye-Witness Reports, publicată în noiembrie 1944 de către Biroul Refugiaților de Război⁠(d) instaurat de președintele Franklin Delano Roosevelt. Unul dintre rapoarte este al polonezului Jerzy Tabeau evadat de la Auschwitz în noiembrie 1943, raport redactat până în ianuarie 1944 și difuzat în cópii în august 1944.